# كاري يالونين
كاري يالونين (بالفنلندية: Kari Jalonen)‏ (مواليد 6 يناير 1960) هو مدرب محترف في هوكي الجليد ولاعب فنلندي سابق. شغل منصب المدرب الرئيسي لمنتخب تشيكيا الوطني للرجال في هوكي الجليد عامي 2022 و2023. وهو ليس على صلة قرابة بمدرب هوكي الجليد الفنلندي يوكا يالونين.

## المسيرة كلاعب
بدأ يالونين مسيرته الاحترافية في أواخر السبعينيات، حيث لعب كمهاجم في دوري هوكي الجليد الفنلندي مع أندية بارزة مثل HIFK وTPS. انتقل لاحقًا إلى أمريكا الشمالية للعب مع نادي Calgary Flames في دوري الهوكي الوطني (NHL) خلال موسم قصير، ثم عاد إلى أوروبا ليستكمل مسيرته حتى اعتزاله عام 1994.

## المسيرة التدريبية
بعد اعتزاله، اتجه يالونين إلى التدريب، وقاد عدة أندية في فنلندا وخارجها، وحقق نجاحات بارزة مع فرق مثل TPS وJokerit. كما عمل على تطوير اللاعبين الشباب وقيادة الفرق في المنافسات الأوروبية.
في عام 2022، تم تعيينه مدربًا لمنتخب تشيكيا، وقاد الفريق خلال بطولات دولية كبرى، بما في ذلك بطولة العالم لهوكي الجليد، قبل مغادرته المنصب في 2023.

## الأوسمة والإنجازات
- بطل دوري فنلندا لهوكي الجليد كلاعب مع نادي TPS.
- الفوز بالميدالية البرونزية في بطولة العالم لهوكي الجليد 2022 كمدرب لمنتخب تشيكيا[5].
- عدة ألقاب في البطولات المحلية الأوروبية كمدرب.

## الجدول الزمني
| السنة | الحدث                                                       |
| ----- | ----------------------------------------------------------- |
| 1960  | ولادته في أولو، فنلندا.                                     |
| 1978  | بداية مسيرته كلاعب محترف في دوري فنلندا لهوكي الجليد.       |
| 1982  | انتقاله للعب في دوري الهوكي الوطني مع Calgary Flames.       |
| 1994  | اعتزاله اللعب.                                              |
| 1995  | بداية مسيرته كمدرب.                                         |
| 2022  | تعيينه مدربًا لمنتخب تشيكيا.                                 |
| 2022  | الفوز بالميدالية البرونزية في بطولة العالم مع منتخب تشيكيا. |
| 2023  | انتهاء فترة عمله كمدرب لمنتخب تشيكيا.                       |

## الإرث والتأثير
يُعتبر كاري يالونين أحد أبرز الشخصيات في تاريخ هوكي الجليد الفنلندي، سواء كلاعب أو كمدرب. فقد ساهم في رفع مستوى الفرق التي دربها محليًا وأوروبيًا، وعُرف بقدرته على المزج بين الانضباط التكتيكي والأسلوب الهجومي المرن. كما كان له دور مهم في تطوير جيل جديد من اللاعبين في فنلندا، من خلال إشراك المواهب الشابة في المنافسات الكبرى. على الصعيد الدولي، عزز سمعة المدربين الفنلنديين بقدرته على قيادة منتخبات وأندية خارج بلاده إلى تحقيق نتائج ملموسة، أبرزها فوزه بالميدالية البرونزية مع منتخب تشيكيا في بطولة العالم 2022، مما رسخ مكانته كمدرب قادر على النجاح في بيئات تنافسية مختلفة.